# Ludovikus Simanullang
Ludovikus Simanullang, né le 23 avril 1955 dans la province de Sumatra du Nord et mort le 20 septembre 2018 à Medan dans la même province, est un prélat indonésien, évêque du diocèse de Sibolga en Indonésie de 2007 à sa mort.

## Biographie
Ludovikus Simanullang professe ses vœux religieux chez les Frères mineurs capucins le 2 août 1981 puis il est ordonné prêtre le 10 juillet 1983. Le 14 mars 2007, le pape Benoît XVI le nomme évêque de Sibolga en remplacement de Mgr. Anicetus Bongsu Antonius Sinaga nommé à Medan.
Il reçoit l'ordination épiscopale le 20 mai suivant des mains de Mgr Leopoldo Girelli, Nonce apostolique en Indonésie